# Club Atlético Huracán de Medellín
El Club Atlético Huracán de Medellín fue un club de fútbol colombiano con sede en la ciudad de Medellín, Antioquia.

## Historia
Fue fundado el 1 de mayo de 1949. Participó en la Categoría Primera A desde 1949 hasta 1951. Nunca pudo superar los últimos lugares.
Fue el tercer equipo de la ciudad de Medellín y el Departamento de Antioquía en la Categoría Primera A junto a los equipos Atlético Nacional e Independiente Medellín.
En la primera temporada que jugó en el profesionalismo, Huracán de Medellín sufrió una estruendosa goleada de 10-2 en Bogotá frente a Santa Fe, el 3 de marzo. El año siguiente, consiguió el empate más alto en la historia de la Primera A del fútbol Profesional Colombiano, igualando 6-6 con el América de Cali el 1 de julio. En su última temporada, la de 1951, apenas ganó dos partidos quedando en el último lugar. El primer triunfo fue como local 1-0 sobre Deportivo Samarios y el segundo frente a la Universidad Nacional por 4-0.
Desde el comienzo del profesionalismo 1948 hasta la actualidad solo 31 equipos participaron de la Primera división. sin embargo existe una lista negra de equipos en Colombia que desaparecieron de la competencia, entre ellos: Boca Juniors de Cali, Universidad Nacional, Deportivo Samarios,los equipos de la ciudad de Manizales y el Departamento de Caldas Manizales, Atlético Manizales, Deportivo Manizales, Once Deportivo de Manizales, Deportes Caldas que después pasó a llamarse Once Caldas, Deportivo Barranquilla, Sporting, Unicosta, Libertad, Oro Negro, Uniautónoma, Centauros de Villavicencio.
En 1951, fue su último campeonato en el fútbol colombiano, fue su peor participación: 93 goles recibidos en 34 partidos, último lugar y solo dos victorias.  Huracán fue el tercer equipo del Departamento de Antioquía y la ciudad de Medellín ese lugar lo vendría a tomar el Envigado FC en 1992.

## Datos del Club
- Puesto histórico: 34º
- Temporadas en 1ª: 3 (1949 -1951).
- Mejor Puesto: 12°(1949)
- Peor Puesto: 18°(1951)

### Uniforme titular
| 1949-1951 |